# Kevin Geniets
Kevin Geniets (Esch-sur-Alzette, 9 gennaio 1997) è un ciclista su strada lussemburghese che corre per il team Groupama-FDJ; è professionista dal marzo 2019.

## Palmarès

### Strada
- 2014 (Juniores)

2ª tappa Oberösterreich Juniorenrundfahrt (Bad Leonfelden > Perg)
- 2015 (Juniores)

Campionati lussemburghesi, Prova a cronometro Junior
- 2016 (Chambéry CF, due vittorie)

Campionati lussemburghesi, Prova a cronometro Under-23
Campionati lussemburghesi, Prova in linea Under-23
- 2019 (Groupama-FDJ, una vittoria)

Campionati lussemburghesi, Prova a cronometro Under-23
- 2020 (Groupama-FDJ, una vittoria)

Campionati lussemburghesi, Prova in linea Elite
- 2021 (Groupama-FDJ, due vittorie)

Campionati lussemburghesi, Prova a cronometro Elite
Campionati lussemburghesi, Prova in linea Elite
- 2024 (Groupama-FDJ, due vittorie)

Grand Prix Cycliste la Marseillaise
Campionati lussemburghesi, Prova in linea Elite

### Ciclocross
- 2014-2015

Grand Prix Hotel Threeland
Campionati lussemburghesi, Prova Juniores
Grand Prix Möbel Alvisse

## Piazzamenti

### Grandi Giri
- Giro d'Italia

2025: 33°
- Tour de France

2022: 47º
2023: 41º
2024: 58º
- Vuelta a España

2021: 85º
2024: ritirato (12ª tappa)

### Classiche monumento
- Milano-Sanremo

2021: 49º
2022: 107º
2023: 29º
2025: 86º
- Giro delle Fiandre

2020: 64º
2021: 51º
2022: 37º
2023: ritirato
- Liegi-Bastogne-Liegi

2022: 58º
2023: 53º
2025: 52º

### Competizioni mondiali
- Campionati del mondo su strada

Ponferrada 2014 - Cronometro Junior: 39º
Ponferrada 2014 - In linea Junior: 37º
Richmond 2015 - In linea Junior: 20º
Doha 2016 - In linea Under-23: 62º
Bergen 2017 - Cronometro Under-23: 32º
Bergen 2017 - In linea Under-23: 31º
Innsbruck 2018 - In linea Under-23: 66º
Yorkshire 2019 - Cronometro Under-23: 16º
Yorkshire 2019 - In linea Under-23: 13º
Fiandre 2021 - In linea Elite: ritirato
Wollongong 2022 - In linea Elite: 21º
Glasgow 2023 - In linea Elite: ritirato
Zurigo 2024 - In linea Elite: ritirato
- Campionati del mondo di ciclocross

Hoogerheide 2014 - Junior: 23º
- Giochi olimpici

Tokyo 2020 - In linea: 37º

### Competizioni europee
- Campionati europei

Nyon 2014 - Cronometro Junior: 34º
Nyon 2014 - In linea Junior: 13º
Tartu 2015 - Cronometro Junior: 31º
Tartu 2015 - In linea Junior: 6º
Plumelec 2016 - Cronometro Under-23: 37º
Plumelec 2016 - In linea Under-23: 8º
Herning 2017 - Cronometro Under-23: 24º
Herning 2017 - In linea Under-23: 91º
Zlín 2018 - In linea Under-23: 18º
Alkmaar 2019 - Cronometro Under-23: 7º
Plouay 2020 - In linea Elite: ritirato
Trento 2021 - In linea Elite: ritirato